# 107. gardna strelska divizija (ZSSR)
Za druge 107. divizije glejte 107. divizija.
107. gardna strelska divizija je bila gardna strelska divizija v sestavi Rdeče armade med drugo svetovno vojno.

## Zgodovina
Divizija je bila ustanovljena z reorganizacijo 9. gardne zračnoprevozne divizije decembra 1944.
Med drugo svetovno vojno je sodelovala v bitki za Dunaj in za Prago.

## Organizacija
- štab
- 22. gardni strelski polk
- 25. gardni strelski polk
- 27. gardni strelski polk
- 9. gardni artilerijski polk